# 한국어 문법
한국어 문법(韓國語 文法)은 품사론과 관련하여 한국어의 형태론, 통사론을 서술한다. 음운론과 음성학의 경우 한국어 음운론을 참고할 수 있다. 한국어의 높임말(경어)에 대해서는 한국어의 높임말을 참고하면 된다.

## 체언
체언(體言, 임자씨)은 조사의 도움을 받아 문장에서 주체적인 구실을 하는 말이다. 서술·수식의 구실도 한다. 체언에는 명사, 대명사, 수사가 속한다. 체언은 격조사와 결합하여 문장 안에서 여러 가지 성분으로 쓰이며, 관형어의 수식을 받을 수 있다.
우리가 이겼다. ('우리' + 주격 조사 '가' → 주어)
우리는 이제 중학생이다. ('중학생' + 서술격 조사 '이다' → 서술어)
그가 나를 이겼다. ('나' + 목적격 조사 '를' → 목적어)
그는 꼴찌가 아니다. ('꼴찌' + 보격 조사 '가' → 보어)
어머니의 희망은 너뿐이다. ('어머니' + 관형격 조사 '의' → 관형어)
그들은 교실에서 공부를 하고 있다. ('교실' + 부사격 조사 '에서' → 부사어)
학생들이여, 열심히 공부하라! ('학생들' + 호격 조사 '이여' → 독립어)
대명사와 수사는 명사에 비해 종종 관형어의 수식을 받지 못하는 경우가 있으나, 명사와의 문법적 차이가 거의 없어서 별개의 품사로 보지 않는 경우도 많다.

### 명사
명사(名詞, 이름씨)는 사물이나 사람의 이름을 가리킨다. 사용 범위에 따라 보통 명사와 고유 명사로 나뉘고, 자립성 유무에 따라 자립 명사와 의존 명사로 나뉜다.
- 보통 명사: 일반적인 사물의 이름을 가리킨다. (예: 하늘, 나무, 사랑, 희망)
- 고유 명사: 특정한 사람이나 사물의 이름을 가리킨다. (예: 안창호, 금강산, 신라, 한강)
- 자립 명사: 스스로 뜻을 지니고 있어서 다른 말의 도움 없이 쓰이는 명사를 가리킨다. 보통 명사와 고유 명사 모두가 여기에 해당한다.
- 의존 명사: 독립성이 없어서 홀로 쓰이지 못하고 다른 말에 기대어 쓰이는 명사를 가리킨다. (예: 뿐, 바, 따름, 이, 데, 것, 줄, 나름, 나위)

### 대명사
대명사(代名詞, 대이름씨)는 사람이나 사물의 이름을 대신하여 쓰이는 말로, 인칭대명사와 지시대명사로 나뉜다. 대명사는 명사처럼 조사와 결합하여 문장 안에서 여러 가지 성분으로 쓰인다.

#### 인칭 대명사
인칭대명사(人稱代名詞, 사람대이름씨)는 사람의 이름을 대신하여 가리키는 말로, 말하는 이가 스스로를 가리키는 1인칭 대명사, 듣는 이를 가리키는 2인칭 대명사, 제삼자를 가리키는 3인칭 대명사가 있다. 또한 정해지지 않은 것을 가리키는 부정칭 대명사, 모르는 것을 가리키는 미지칭 대명사 등이 있다. 높임 표현에서 중요한 역할을 담당한다.
| 구분   | 아주높임           | 예사높임         | 예사낮춤               | 아주낮춤         |
| ------ | ------------------ | ---------------- | ---------------------- | ---------------- |
| 1인칭  |                    |                  | 나                     | 저, 나           |
| 2인칭  | 어르신, 어른, 당신 | 당신, 귀하       | 자네, 그대             | 너               |
| 3인칭  | 당신               | 이분, 그분, 저분 | 이사람, 그사람, 저사람 | 이애, 그애, 저애 |
| 부정칭 |                    |                  | 아무, 아무개           |                  |
| 미지칭 |                    | 어떤이, 어느분   | 누구                   |                  |

#### 지시 대명사
지시대명사(指示代名詞, 가리킴대이름씨)는 사람 이외의 사물이나 장소를 대신하여 가리키는 말로 사물 대명사와 처소 대명사로 나뉘며, 방향을 가리키는 지시 대명사도 있다. 거리에 따라 근칭, 중칭, 원칭으로 구분한다.
| 구분   | 사물     | 처소           | 방향   |
| ------ | -------- | -------------- | ------ |
| 근칭   | 이, 이것 | 여기           | (이리) |
| 중칭   | 그, 그것 | 거기           | (그리) |
| 원칭   | 저, 저것 | 저기           | (저리) |
| 부정칭 | 아무것   | 아무데, 어떤데 |        |
| 미지칭 | 무엇     | 어디           |        |

#### 의문대명사
의문대명사(疑問代名詞, 물음대이름씨)는 의문의 뜻을 나타내는 대명사이다. ‘누구’, ‘무엇’, ‘어디’ 따위가 있다.

### 수사
수사(數詞, 셈씨)는 사람이나 사물의 수량 또는 차례를 나타내는 단어로, 양을 나타내는 양수사(기수사, 셈낱씨)와 순서를 나타내는 서수사(셈매김씨)로 나뉜다. 수사는 단독으로 쓰이거나 조사와 결합하여 문장 안에서 여러 가지 기능으로 쓰인다.
| 수사   | 구분             | 구분             | 보기                                                                       |
| ------ | ---------------- | ---------------- | -------------------------------------------------------------------------- |
| 양수사 | 정해진 수        | 고유어           | 하나, 둘, 셋, 넷, 열, 스물, 서른, 마흔, 온, 즈믄                           |
| 양수사 | 정해진 수        | 한자어           | 일, 이, 삼, 사, 십, 이십, 백, 천                                           |
| 양수사 | 정해지지 않은 수 | 정해지지 않은 수 | 한둘, 두셋, 서넛, 네다섯(네댓), 대여섯, 예닐곱, 일여덟, 엳아홉, 여남은, 몇 |
| 서수사 | 정해진 수        | 고유어           | 첫째, 둘째, 셋째, 넷째, 열네째, 서른째                                     |
| 서수사 | 정해진 수        | 한자어           | 제일, 제이, 제삼, 일호, 이호, 삼호                                         |
| 서수사 | 정해지지 않은 수 | 정해지지 않은 수 | 한두째, 두세째, 서너째, 네다섯째(네댓째), 여남은째, 몇째                   |

## 용언
용언(用言, 풀이씨)은 문장에서 주어의 동작이나 작용, 성질이나 상태 등을 서술하는 기능을 가진 품사로, 어미를 취하여 굴절하는 단어이다. ‘무엇이 어찌하다’에서 동작이나 작용을 나타내는 ‘어찌하다’, ‘무엇이 어떠하다’에서 성질이나 상태를 나타내는 ‘어떠하다’에 해당되는 단어가 곧 용언이다. 용언에는 동사, 형용사가 있다.
용언은 그 쓰임에 따라 본용언과 보조 용언으로 나뉜다. 보조 용언은 홀로 쓰이지 못하며 반드시 다른 용언에 기대어 그 말뜻을 더해 주는 용언이다. 보조 용언의 도움을 받는 용언을 본용언이라 한다. 보조 용언에는 보조 동사와 보조 형용사가 있다.

### 용언의 활용
용언은 그 어간에 여러 가지 어미가 붙어 형태가 바뀌는 특성이 있는데, 이러한 현상을 ‘활용’(끝바꿈)이라 한다. 이를 통해 서법, 높임법, 시제 등을 정한다. 동사 ‘살다’, ‘오다’는 기본형(원형)이며, 변하지 않는 ‘살’, ‘오’와 같은 부분을 ‘어간’(줄기)이라 하고, 여러 모양으로 변하는 부분을 ‘어미’(씨끝)라고 한다.

#### 어말 어미
어말 어미(語末 語尾, 맺음씨끝)는 활용하는 어미 중에서 맨 뒤에 오는 어미이다. 어말 어미는 기능에 따라 하나의 문장 서술을 끝맺는 종결 어미(맺음끝), 다음 말에 연결시켜 주는 연결 어미(이음끝), 단어의 성격을 바꾸어 다른 품사의 구실을 대신하는 전성 어미로 나뉜다.
| 구분      | 성격     | 형태                         | 보기                          |
| --------- | -------- | ---------------------------- | ----------------------------- |
| 종결 어미 | 평서형   | -(는)다, -(스)ㅂ니다         | 나는 밥을 먹는다.             |
| 종결 어미 | 감탄형   | -는구나, -도다               | 밥을 맛있게 먹는구나.         |
| 종결 어미 | 의문형   | -(느)냐, -는가               | 밥을 맛있게 먹었느냐?         |
| 종결 어미 | 명령형   | -어라, -게                   | 밥을 맛있게 먹어라.           |
| 종결 어미 | 청유형   | -자, -(으)ㅂ시다, -세        | 밥을 맛있게 먹자.             |
| 연결 어미 | 대등적   | -고, -(으)며, -면서          | 밥을 먹고, 물을 마신다.       |
| 연결 어미 | 종속적   | -(으)니, -(으)니까, -면, -서 | 밥을 먹으니, 배가 부르다.     |
| 연결 어미 | 보조적   | -어/아, -게, -지, -고        | 밥을 먹고 있다.               |
| 전성 어미 | 명사형   | -(으)ㅁ, -기                 | 밥을 빨리 먹기가 어렵다.      |
| 전성 어미 | 관형사형 | -(으)ㄴ, -는, -(으)ㄹ        | 밥을 다 먹은 사람은 일어서라. |
| 전성 어미 | 부사형   | -이, -게, -도록              | 밥은 항상 맛있게 먹어라.      |

#### 선어말 어미
선어말 어미(先語末 語尾, 안맺음씨끝)는 어말 어미 바로 앞에 놓인 어미이다. 선어말 어미는 어간과 어말 어미 사이에 끼여들어 놓이는데, 기준 시간을 나타내는 시제 선어말 어미와 높임의 뜻을 나타내는 높임 선어말 어미가 있다.
| 구분             | 기능        | 형태           | 보기                                   |
| ---------------- | ----------- | -------------- | -------------------------------------- |
| 시제 선어말 어미 | 현재        | -(느)ㄴ-       | 읽는다, 밟는다, 참는다, 솟는다         |
| 시제 선어말 어미 | 과거        | -았-/-었-/-였- | 읽었다, 밟았다, 참았다, 솟았다         |
| 시제 선어말 어미 | 과거 (회상) | -더-           | 읽더라, 밟더라, 참더라, 솟더라         |
| 시제 선어말 어미 | 추측        | -겠-           | 읽었겠다, 밟았겠다, 참았겠다, 솟았겠다 |
| 시제 선어말 어미 | 미래        | -겠-           | 읽겠다, 밟겠다, 참겠다, 솟겠다         |
| 시제 선어말 어미 | 미래 (의지) | -(으)리-       | 읽으리라, 밟으리라, 참으리라           |
| 높임 선어말 어미 | 주체 높임   | -(으)시-       | 잡으시고, 뽑으시고, 참으시고, 드시고   |
| 높임 선어말 어미 | 공손        | -삽-, -(으)옵- | 웃삽고, 가옵고, 그러하옵고, 기쁘옵고   |

### 동사
동사(動詞, 움직씨)는 사물의 동작이나 작용을 나타내는 단어이다. 주로 서술어의 구실을 하며, 어미 활용을 통하여 여러 가지 기능을 한다. 명령형과 청유형의 어미변화를 할 수 있다. 동사는 목적어가 필요한지에 따라 자동사와 타동사로, 행동의 자발성 여부에 따라 능동사와 피동사로, 행동의 주체가 누구이냐에 따라 주동사와 사동사로, 그 쓰임에 따라 본동사와 보조 동사로, 활용 형태에 따라 규칙 동사와 불규칙 동사로 나뉜다.

#### 자동사와 타동사
자동사(自動詞, 제움직씨)는 움직임이나 작용이 주어에만 그쳐 목적어가 필요없는 동사이고, 타동사(他動詞, 남움직씨)는 움직임이 다른 대상에 미치므로 목적어가 필요한 동사이다.
우리는 서부로 간다. (자동사)
그녀가 소설책을 읽는다. (타동사)

#### 사동사와 피동사
사동사(使動詞, 하임움직씨)는 주어가 동작을 하지 않고 남으로 하여금 동작을 하게 하는 동사이고, 피동사(被動詞, 입음움직씨)는 남의 동작이나 행동을 입게 되는 동사이다. 동사의 어간에 접사 ‘-이-/-히-/-리-/-기-/-우-/-구-/-추-’를, 형용사의 어간에 접사 ‘-이-/-히-/-추-’를, 명사에 접사 ‘-시키다’ 붙여 사동사를 만든다. 사동사는 움직이게 할 대상이 필요하므로 타동사이기도 하다.
이번 일은 너에게 맡기겠다. (동사 ‘맡다’의 어간 + 접사 ‘-기-’)
오빠가 나를 괴롭힌다. (형용사 ‘괴롭다’의 어간 + 접사 ‘-히-’)
선생님이 학생을 공부시킨다. (명사 ‘공부’ + 접사 ‘-시키다’)
타동사의 어간에 접사 ‘-이-/-히-/-리-/-기-’를, 명사에 접사 ‘-되다/-당하다/-받다’를 붙이면 피동사가 된다. 피동사는 본인이 당하는 동작이므로 대체로 자동사인 경우가 많다.
토끼가 사자에게 먹히다. (동사 ‘먹다’의 어간 + 접사 ‘-히-’)
그 제안은 거절당했다. (명사 ‘거절’ + 접사 ‘-당하다’)

#### 본동사와 보조 동사
본동사(本動詞, 으뜸움직씨)는 단독으로 서술어가 되거나 보조 용언(보조 동사, 보조 형용사)의 도움을 받는 동사이고, 보조 동사(補助 動詞, 도움움직씨)는 홀로 쓰이지 못하고 본동사에 기대어 그 말뜻을 도와 주는 동사이다. 본용언과 보조 용언은 띄어 쓰는 것을 원칙으로 하되, 붙여 쓰는 것을 허용한다.

#### 규칙 동사와 불규칙 동사
어간이 변하지 않고 어미만 규칙적으로 활용하는 동사를 규칙 동사(規則 動詞), 어간이 불규칙적으로 활용하는 동사를 불규칙 동사(不規則 動詞, 벗어난움직씨)라고 한다.
웃다 → 웃고, 웃지, 웃어, 웃으니 (규칙 동사)
묻다 → 묻고, 묻지, 물어, 물으면 (불규칙 동사)
단, 불규칙적인 활용을 하더라도 음운 규칙으로 설명할 수 있는 경우에는 규칙 동사로 본다.
- 으 탈락: 어간 ‘ㅡ’가 어말 어미 ‘-아’나 ‘-어’ 앞에서 탈락하는 경우

뜨다 → 떠 (뜨 + 어)
- ㄹ 탈락: 어간의 끝소리 ‘ㄹ’이 ‘ㄴ/ㄹ/ㅂ/-오/-시’ 앞에서 탈락하는 경우

끌다 → 끄는, 끕니다, 끄오, 끄시오

### 형용사
형용사(形容詞, 그림씨)는 사물의 상태나 성질을 나타내는 단어이다. 동사와 마찬가지로 어미 변화(활용)를 하지만, 명령형과 청유형의 어미변화를 할 수 없다.문장에서 주로 서술어 구실을 하고 부사어의 꾸밈을 받는다. 뜻에 따라 성상 형용사와 지시 형용사로, 쓰임에 따라 주형용사와 보조 형용사로, 활용 형태에 따라 규칙 형용사와 불규칙 형용사로 나뉜다.
- 성상 형용사(속겉그림씨): 사물의 상태나 성질을 나타내는 형용사를 말한다.

쓸개는 맛이 쓰다.
- 지시 형용사(가리킴 그림씨): 지시 대명사처럼 문장 안에서 지시성을 지닌 형용사이다.

그렇게 아름다운 장미도 있었구나.
- 보조 형용사(도움그림씨): 홀로 쓰이지 못하고 반드시 본용언에 기대어 말뜻을 더해 주는 형용사를 말한다.

결과가 예상보다 좋지 않다. (주형용사 ‘좋다’ + 보조 형용사 ‘않다’)
오늘은 그만 쉬고 싶다. (본동사 ‘쉬다’ + 보조 형용사 ‘싶다’)

#### 규칙 형용사와 불규칙 형용사
활용할 때 어간과 어미의 형태가 일정하거나 규칙적으로 변하는 형용사를 규칙 형용사(바른그림씨), 불규칙적으로 활용하는 형용사를 불규칙 형용사(벗어난그림씨)라 한다.
우물이 매우 깊다 → 깊어, 깊으니, 깊게, 깊고 (규칙 형용사)
날씨가 매우 춥다 → 추워, 추우니, 춥게, 춥고 (불규칙 형용사)
| 종류      | 특징                                                                 | 보기                                     |
| --------- | -------------------------------------------------------------------- | ---------------------------------------- |
| ㅅ 불규칙 | 모음으로 시작하는 어미 앞에서 ‘ㅅ’이 탈락한다.                       | 낫다 → 나으니                            |
| ㅂ 불규칙 | 모음으로 시작하는 어미 앞에서 ‘ㅂ’이 ‘오·우’로 바뀐다.               | 가볍다 → 가벼워, 곱다 → 고와             |
| 르 불규칙 | 어미 ‘-어/-아’ 앞에서 ‘르’가 ‘ㄹㄹ’로 바뀐다.                        | 고르다 → 골라, 무르다 → 물러             |
| 여 불규칙 | ‘하다’ 뒤에서 ‘어’가 ‘여’로 바뀐다.                                  | 편안하다 → 편안하여, 현명하다 → 현명하여 |
| 러 불규칙 | ‘르’ 뒤에서 ‘어’가 ‘러’로 바뀐다.                                    | 푸르다 → 푸르러, 누르다 → 누르러         |
| ㅎ 불규칙 | 어미 ‘ㄴ·ㄹ·ㅁ·ㅂ’ 앞에서 ‘ㅎ’이 줄고 어간의 일부와 어미가 결합한다. | 누렇다 → 누럽니다, 말갛다 → 말간         |

## 수식언
수식언(修飾言, 꾸밈씨)은 문장에서 체언이나 용언 앞에 놓여 그 뜻을 꾸미거나 한정하는 말로, 격조사와 어미를 취하지 못한다. 수식언에는 관형사·부사가 있다. 수식언만이 다른 품사를 수식하는 것은 아니다. 체언과 용언은 격조사나 어미를 통해 다른 품사를 수식하는 일이 많으며 이런 경우는 수식언에 포함하지 않는다.

### 관형사
관형사(冠形詞)는 체언 앞에 놓여 그 내용을 자세하게 꾸며주는 단어를 말한다.

#### 성상 관형사
사물의 성질이나 상태가 어떠하다고 꾸며 주는 말.
새, 헌, 헛, 참, 뭇, 옛, 첫, 윗, 웃 등

#### 지시 관형사
어떤 대상을 가리켜 지시하는 말.
이, 그, 저, 그런, 다른, 무슨, 어떤 등

#### 수 관형사
사물의 양이나 수를 나타내는 말.
한, 두, 세, 열, 첫째, 몇, 모든, 여러 등

#### 관형사의 특징
1. 반드시 체언 앞에 놓여 그 체언만을 꾸민다.
2. 어떠한 조사도 붙을 수 없다.
3. 활용하지 않으므로 어간·어미로 나뉘지도 않고, 시제도 없다.
4. 문장 성분은 관형어로만 쓰인다.

#### 관형사와 다른 품사와의 비교
1. 관형사와 대명사：'이·그·저' 등의 지시 관형사에 조사가 붙어 쓰이면 대명사, 조사가 붙지 않고 체언을 꾸미면 관형사이다.
2. 관형사와 수사：수 관형사에 조사가 붙으면 수사, 조사가 붙지 않고 체언을 꾸미면 관형사이다.
3. 관형사와 형용사：'어떤', '다른'이 서술어로 쓰이면 형용사이고, 체언을 꾸미면 관형사이다.
4. 관형사와 접두사：접두사는 체언에 붙여 쓰고 관형사는 띄어 쓴다.

### 부사
주로 동사·형용사 앞에 쓰여 그 뜻을 세밀하고 분명하게 꾸며 주는 단어를 부사(副詞)라고 한다.
| 종류      | 성격                                 | 보기                                                                        |
| --------- | ------------------------------------ | --------------------------------------------------------------------------- |
| 성상 부사 | '어떻게'라는 방식으로 용언을 꾸밈    | 잘 가는구나, 매우 힘들다, 빨리 오너라, 딸랑딸랑 울린다, 철썩철썩 때린다,……. |
| 지시 부사 | 시간·처소, 또는 특정한 대상을 가리킴 | 이미, 내일(시간), 이리, 저리(처소), 그리(특정 대상)                         |
| 부정 부사 | 용언의 뜻을 부정함                   | 안(아니) 가다, 못 자르다                                                    |

| 종류      | 성격                                                  | 보기                                                                                                   |
| --------- | ----------------------------------------------------- | --- |
| 양태 부사 | 말하는 이의 태도를 표현함                             | 반드시, 과연, 설마, 제발, 꼭, 결코, 모름지기, 글쎄, 어찌, 아마, 정녕, 부디,…….                         |
| 접속 부사 | 단어와 단어, 문장과 문장을 이어 주면서 뒷말을 꾸며 줌 | 또는, 그리고, 및, 혹은→단어 접속 왜냐하면, 뿐만 아니라, 즉, 그러므로, 그러나, 하지만, 그리고→문장 접속 |

#### 성분 부사
문장의 한 성분을 꾸며 주는 부사로, 성상 부사·지시 부사·부정 부사 등이 여기에 속한다.
1. 성상 부사：'어떻게'라는 방식으로 용언을 꾸미는 부사로, '매우·빨리·잘' 등이 있다.
2. 지시 부사：시간·처소, 또는 특정한 대상을 가리키는 부사로, '이리·저리·그때·내일·일찍·이미' 등이 있다.
3. 부정 부사：용언의 뜻을 부정하는 부사로, '아니·잘못·못' 등이 있다.
4. 의성 부사：사물의 소리를 표현하는 부사로, '철썩철썩·딸랑딸랑·펑펑' 등이 있다.
5. 의태 부사：사물의 모양을 표현하는 부사로, '울긋불긋·꾸불꾸불' 등이 있다.

#### 문장 부사
문장 전체를 꾸며 주는 부사.
1. 양태 부사：말하는 이의 태도를 표현하는 부사로, '제발·설마·과연·만약·결코' 등이 있다.
2. 접속 부사：문장이나 단어를 이어 주며 뒷말을 꾸미는 부사로, '그러나·그리고·또는·즉·요컨대·및' 등이 있다.

#### 부사의 특징
형태가 변하지 않으며, 격조사는 취하지 않지만 보조사는 취한다.

## 독립언
독립언은 문장에서 다른 단어와의 호응이나 수식 관계에 얽매이지 않고 독립적으로 쓰이는 품사이며, 품사를 수식하거나 품사로부터 수식받지도 않는다.

### 감탄사
말하는 이의 감동·부름·놀람·응답 등을 나타내는 단어를 감탄사(感歎詞)라 한다. 감탄사는 형태가 변하지 않고 문장 성분에서 독립적으로 쓰이므로 독립언이라 한다. 문장 안에서 놓이는 위치가 비교적 자유로워 첫머리든 중간이든 끝이든 아무 곳에서나 쓰인다.

#### 감정 감탄사
놀람이나 기쁨·슬픔 등을 나타내는 말로, '아', '아차', '아이고', '에그', '원', '참', '어머나', '얼씨구' 등이 있다.

#### 의지 감탄사
말하는 사람의 뜻을 나타내는 말로, '에라', '예끼, '옳지', 천만에', 글쎄요' 등이 있다.

#### 호응 감탄사
부름이나 대답을 나타내는 말로, '여보세요', '오냐', '그래', '예' 등이 있다.

## 관계언
문장에서 자립 형태소에 붙어 다른 말과의 '서술적 관계'를 나타내거나 앞말에 '특별한 뜻'을 더해 주거나 또는 두 단어를 '같은 자격'으로 이어주는 의존 형태소를 관계언(關係言, 걸림씨)이라 한다. 관계언에는 조사가 있다.

### 조사
조사(助詞)는 체언이나 부사, 어미 뒤에 붙어 다른 말에 대한 문법적 관계를 나타내거나, 그 말의 뜻을 더해 주는 품사이다. 즉 조사는 일반적으로 체언 뒤에 붙지만 '일찍도 왔다'처럼 부사 뒤에 붙거나 '요'나 '고'처럼 어말 어미 뒤에 붙기도 한다.

#### 격조사
격조사(格助詞)는 체언과 다른 말과의 관계, 즉 '격'을 나타내는 조사로, 다음과 같이 여러 가지가 있다.
1. 주격 조사: 앞의 체언을 주어가 되게 하는 조사로, '이·가·께서·에서' 등이 있다.
2. 서술격 조사: 서술어가 되게 하는 조사로, '이다' 하나뿐인데 어미 활용을 한다.
3. 관형격 조사: 앞의 체언을 관형어가 되게 하는 조사로, '의' 하나뿐이다.
4. 목적격 조사: 앞의 체언을 타동사의 목적어가 되게 하는 조사로, '을·를' 등이 있다.
5. 보격 조사: 앞의 체언을 보어가 되게 하는 조사로, '이·가' 등이 있다.
6. 부사격 조사: 앞의 체언을 부사어가 되게 하는 조사로, '에·에서·에게' 등이 있다.
7. 호격 조사: 독립어로서의 호칭이 되게 하는 조사로, '야·여·아·이여·시여' 등이 있다.

형태론적인 분류로, 주격(이/가), 목적격(을/를), 속격(의), 대격(에/에게), 처격(에서/에게서), 구격 (격)(로/으로), 공격(와/과), 호격(아/야/여/이여) 등으로 분류되기도 한다.

#### 접속 조사
'와·과' 등은 두 단어를 이어 주는 구실을 하는 조사로 쓰이기도 한다.

#### 보조사
여러 성분에 두루 붙어 특별한 뜻을 더해 주는 조사로, 격조사가 올 자리에 쓰이거나 보조사 뒤에 다시 보조사가 쓰이기도 한다. '은·는·도·만·까지·조차·부터·마저' 등이 있다.

## 다른 분류

### 개방 품사류와 폐쇄 품사류
개방 품사류는 외래어 수용, 신조어 제작, 합성어 등을 이용해 지금 알려져 있거나 쓰이지 않은 어휘를 추가해 확장할 수 있는 품사를 말하며, 폐쇄 품사류는 현재 쓰이는 것 외에 더 늘어나기 어려운 품사를 말한다. 폐쇄 품사류에는 대명사, 수사, 조사 등이 있고 감탄사도 포함하기도 하며, 나머지는 개방 품사류라 한다.

## 품사와 문장성분의 차이
품사란 단어에 대한 분류로서, 항상 '-사'로 끝난다. 하지만 문장 성분은 단어와 구절 등의 단위를 포함하여, 항상 '-어'로 끝난다. 문장성분의 예로는 주어와 목적어 등이 있다.
또한 지시어와 접속어는 품사가 아니지만 중요한 단어이며 어미와 접두어와 접미어는 중요한 형태소이다.

## 같이 보기
- 조사 (품사)
- 고맥락·저맥락 문화

## 참고 문헌
- 남기심, 고영근, 유현경, 최형용 (2019), 표준 국어문법론, 한국문화사. (ISBN 9788968177231)
- 배주채 (2020), 한국어문법, 신구문화사. (ISBN 9788976682512)
- 이익섭 (2005), 한국어 문법, 서울대학교 출판문화원. (ISBN 9788952113771)